# Jeon Bae-soo
Jeon Bae-soo (en hangul, 전배수; nacido el 2 de junio de 1970) es un actor de Corea del Sur. Debutó en 2004, y desde entonces ha actuado en una gran cantidad de series televisivas, como Mad Dog , Mr. Queen y Estamos muertos.

## Carrera
En 2020 protagonizó la película de suspenso y supervivencia #Alive con el personaje del hombre de la máscara, al que encuentran los otros dos protagonistas cuando buscan refugio en una casa.
En 2022 fue Nam So-joo, el padre de la protagonista On-jo y jefe de bomberos, en la serie de zombis Estamos muertos. En el mismo año fue miembro del reparto de la serie de jTBC Las inclemencias del amor, con el personaje del padre del protagonista, interpretado por Song Kang.

## Filmografía

### Series de televisión
| Año  | Título                          | Papel              | Canal         | Notas                                    | Ref.                 |
| ---- | ------------------------------- | ------------------ | ------------- | ---------------------------------------- | -------------------- |
| 2017 | Amor revolucionario             | Padre de Baek Joon | tvN           |                                          | [ 5 ]                |
| 2019 | Abyss                           |                    | tvN           |                                          |                      |
| 2019 | Cuando la camelia florece       | Byun Bae-soon      | KBS2          |                                          | [ 6 ]                |
| 2020 | Meow, the Secret Boy            | Ko Min-joong       | KBS2          | También conocida como Welcome            | [ 7 ]                |
| 2020 | El rey: eterno monarca          | Jung Do-in         | SBS           |                                          |                      |
| 2020 | Secret Forest 2                 | Choi Yoon-soo      | tvN           |                                          |                      |
| 2020 | Hush                            | Kim Hyun-do        | JTBC          |                                          |                      |
| 2020 | Mr. Queen                       | Kim Moon-geun      | tvN           |                                          |                      |
| 2021 | Mr. Queen - Bamboo Forest       | Kim Moon-geun      |               | Miniserie de dos episodios               |                      |
| 2022 | Tracer                          | Jang Jung-il       | MBC           |                                          | [ 8 ]                |
| 2022 | Estamos muertos                 | Nam So-joo         | Netflix       |                                          | [ 8 ]                |
| 2022 | Las inclemencias del amor       | Lee Myung-han      | JTBC          |                                          | [ 4 ]                |
| 2022 | Woo, una abogada extraordinaria | Woo Kwang-ho       | ENA, Netflix  |                                          | [ 9 ]                |
| 2022 | Anomalías                       | Hong Jong-sik      | Netflix       | Serie web                                |                      |
| 2023 | Can We Be Strangers?            | Seo Han-gil        | ENA, Genie TV |                                          | [ 10 ]               |
| 2023 | Shin, abogado de divorcios      | Park Seok          | JTBC          |                                          | [ 11 ]               |
| 2023 | Una dosis diaria de sol         | Yoon Man-cheon     | Netflix       | Serie web                                | [ 12 ]               |
| 2024 | La reina de las lágrimas        | Baek Doo-kwan      | tvN           |                                          | [ 13 ]               |
| 2024 | La vorágine                     | Lee Jang-seok      | Netflix       | Serie web                                | [ 14 ]               |
| 2024 | La reina Woo                    | Woo So             | TVING         | Serie web                                | [ 15 ]               |
| 2024 | Querida Hyeri                   | Kim Shin           | ENA, Genie TV |                                          | [ 16 ] [ 17 ]        |
| 2024 | Face Me                         | Kim Seok-hoon      | KBS2          |                                          | [ 18 ]               |
| 2025 | Undercover High School          | Ahn Seok-ho        | MBC           |                                          | [ 19 ] [ 20 ] [ 21 ] |
| 2025 | Un héroe débil                  | Park Jin-chul      | Netflix       | Serie web, 2.ª temp., aparición especial | [ 22 ]               |

### Cine
| Año  | Título                                   | Hangul            | Papel                    | Notas              | Ref.                |
| ---- | ---------------------------------------- | ----------------- | ------------------------ | ------------------ | ------------------- |
| 2019 | The Gangster, The Cop, The Devil         | 악인전            | Jefe de detectives       | Aparición especial |                     |
| 2020 | #Alive                                   | #살아있다         | Hombre enmascarado       |                    | [ 2 ]               |
| 2020 | Oh! My Gran                              | 오! 문희          | Jefe de departamento Han |                    |                     |
| 2021 | Kingmaker                                | 킹메이커          | Asistente de Lee         |                    | [ 23 ] [ 8 ] [ 24 ] |
| 2022 | Confidential Assignment 2: International | 공조2: 인터내셔날 | Kim Jung-taek            |                    | [ 25 ]              |
| 2024 | Land of Happiness                        | 행복의 나라       | Bu Han-myeong            |                    | [ 26 ]              |